# Johann Adam Schall von Bell

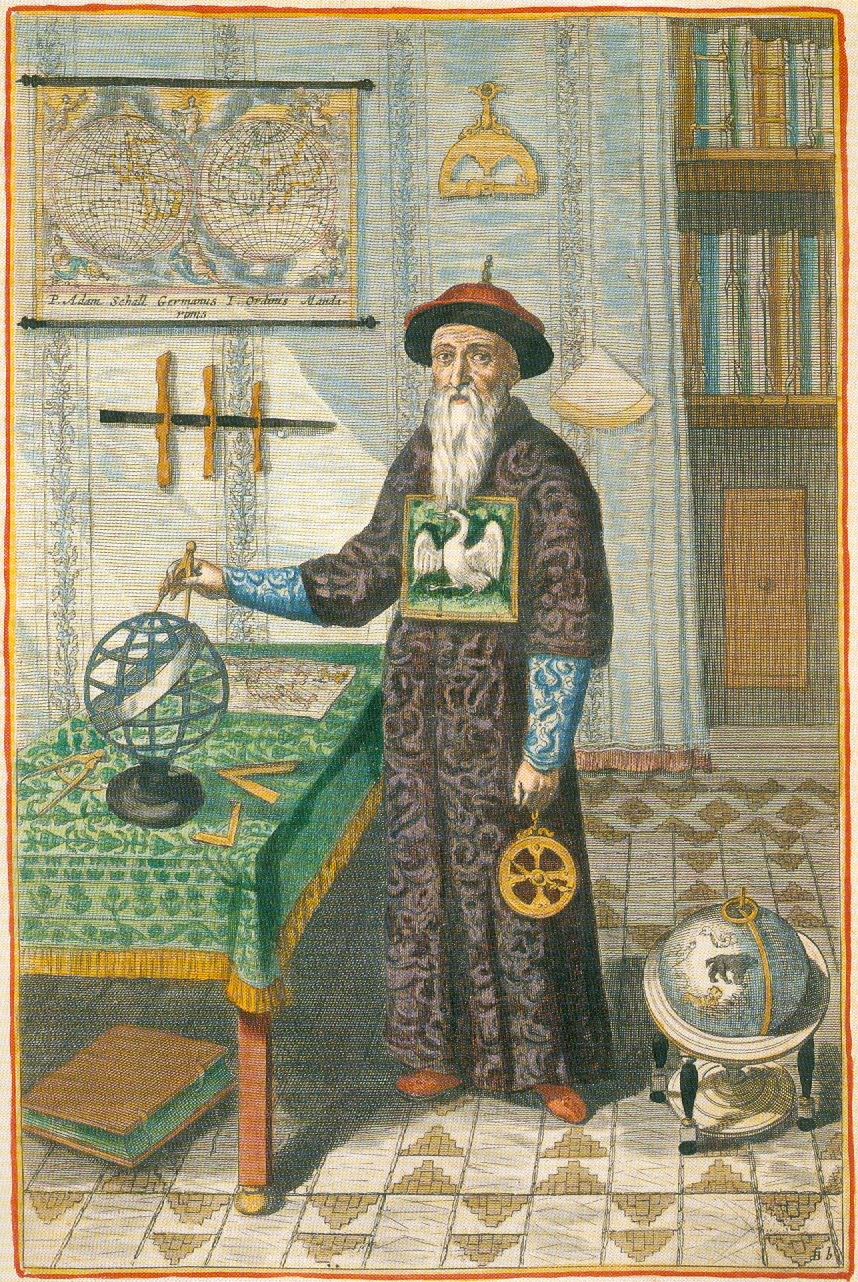
Johann Adam Schall von Bell

Johann Adam Schall von Bell (Lüftelberg of Keulen, 1 mei 1582 - Peking, 15 augustus 1666) was een Duits jezuïet en verbonden aan de missie van de jezuïeten in China. Een van de pijlers van de missiestrategie van de jezuïeten was een poging tot verbreiding van het geloof door het gebruik van Europese technologie en wetenschap en die onder de aandacht te brengen van intellectuele Chinezen. De belangrijkste terreinen waren astronomie, mathematica en cartografie. Zij vertaalden wiskundige werken van onder meer Euclides en werkten aan het Astronomisch Bureau in Peking, dat verantwoordelijk voor de kalenderrekening. Schall was een exponent van deze pijler.
In 1645 werd Schall benoemd tot hoofd van het Astronomisch Bureau. In 1651 vangt het persoonlijk bewind van de Keizer Shunzhi aan. Schall werd een vertrouweling van de keizer en daarmee feitelijk de belangrijkste persoon van de missie. Bij een aantal Chinese literati creëerde Schall echter vijanden. Als Shunzhi in 1661 overlijdt wordt hij kwetsbaar voor aanvallen van hen. Dat leidde tot een aantal beschuldigingen tegen hem en anderen. Schall en een aantal Chinese christenen van het Bureau werden veroordeeld tot de doodstraf. Schall kreeg uiteindelijk gratie, de anderen werden geëxecuteerd. Schall overleed een jaar na de gratieverlening, ook vanwege de omstandigheden waarin hij zijn arrest had moeten doorbrengen. Hij werd postuum gerehabiliteerd door Kangxi, de opvolger van Shunzhi als keizer. Zijn stoffelijke resten kregen alsnog een staatsbegrafenis.

## Jeugd en eerste decennia in China
In de beschikbare bronnen wordt zowel Lüftelberg – nu deel van Meckenheim – als Keulen als zijn geboorteplaats vermeld. In de laatste plaats bezocht hij een door jezuïeten geleid gymnasium. In 1607 vertrok hij naar Rome en studeerde aan het Collegium Germanicum wiskunde en astronomie. In 1611 trad hij toe tot de sociëteit van Jezus, de orde van de jezuïeten. Na zijn noviciaat studeerde hij tevens theologie aan het Collegio Romano. In 1618 werd hij tot priester gewijd en vertrok daarna naar de Portugese enclave Macau. De toegang tot het vasteland van China was op dat moment onmogelijk en hij was met andere reisgenoten gedwongen enkele jaren daar te verblijven. Schall gebruikte die periode om onder meer Chinees te leren.

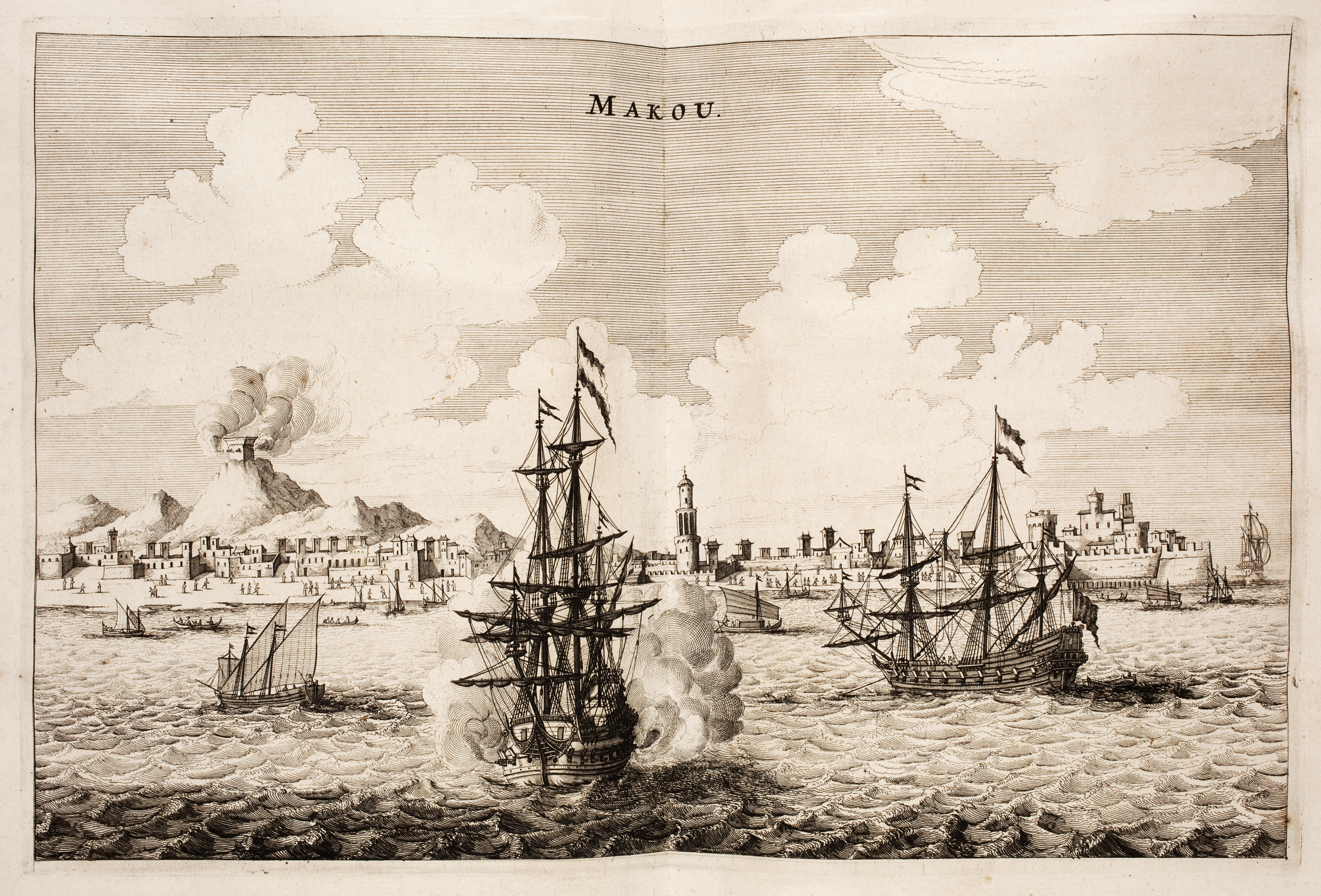
Schepen van de VOC beschieten in 1622 Macau

In 1622 trachtte een vloot van de VOC Macau in te nemen. In het begin van de strijd leek dat ook te lukken. De in Macau aanwezige jezuïeten onder wie Schall hadden echter een aantal kanonnen opgesteld. Een door hen afgevuurde kanonskogel trof een reeds door de Nederlanders aan wal gebrachte voorraad munitie. Dat was het kantelpunt in de strijd, waarna de Nederlandse vloot zich moest terugtrekken. De Chinese keizer Tianqi van de Ming-dynastie (1368-1644) werd daarover geïnformeerd met als gevolg dat hij de beperkingen voor jezuïeten ophief en een aantal aan zijn hof ontbood om hem te assisteren met westerse technologie.
Schall arriveerde in 1623 in Peking en nam daar de naam Tang-Jo- Wang aan. Hij werd in 1627 door de orde naar Xi'an gezonden om daar missiearbeid te verrichten. In 1630 werd hij weer teruggeroepen naar Peking om daar het werk voort te zetten van de in dat jaar overleden Johann Schreck die een astronomisch observatorium aan het bouwen was. Hij werkte daar aan een hervorming van de Chinese kalender, die de Chongzhen kalender wordt genoemd naar Chongzhen, (1611-1644) de laatste keizer van de Ming-dynastie.

## Hoofd van het Astronomisch Bureau

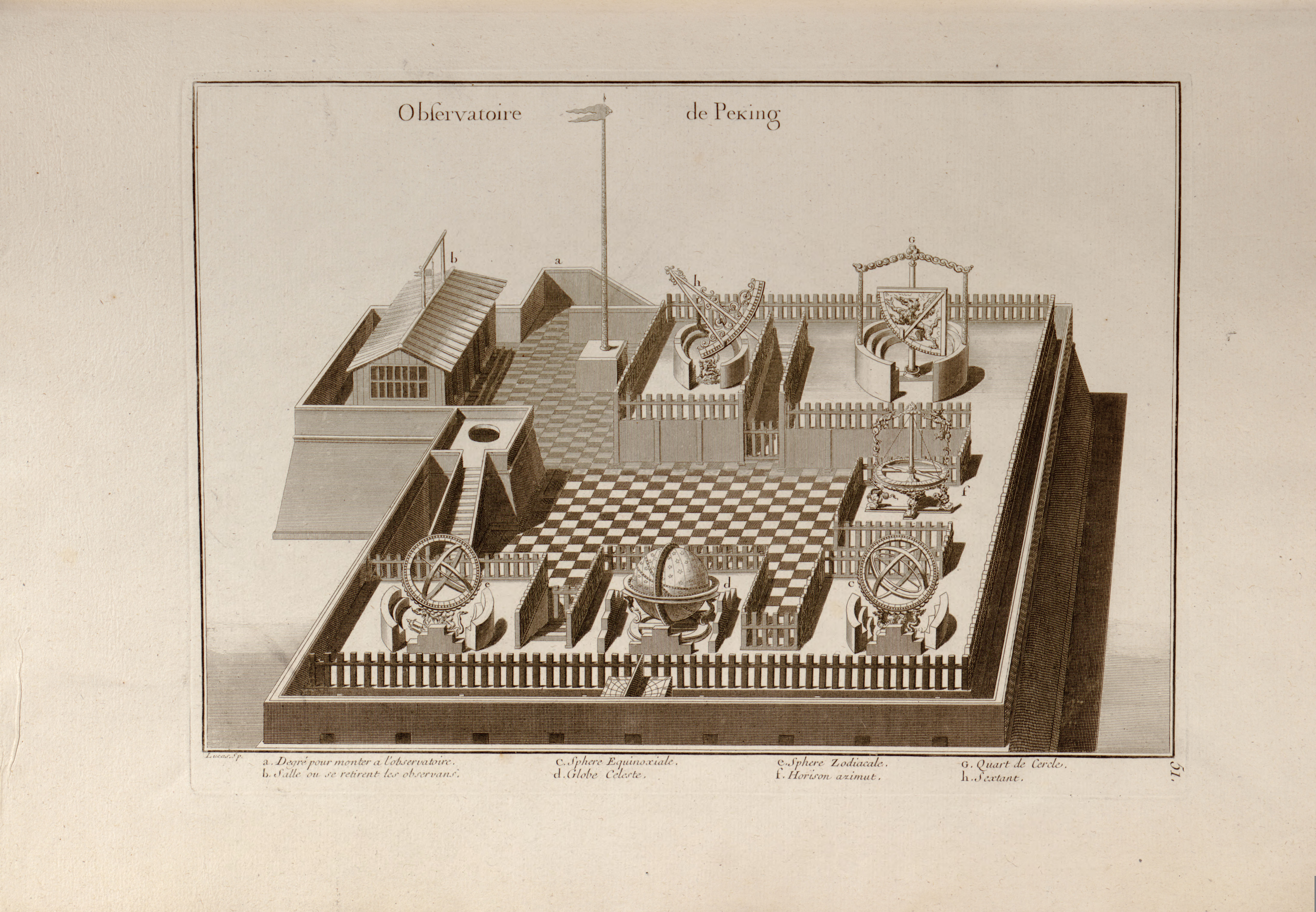
Het observatorium van het Astronomisch Bureau in Peking

De jezuïeten in Peking komen de overgang van de Ming naar de Qing-dynastie van de Mantsjoes redelijk ongestoord door. Dorgon, de regent van de minderjarige keizer Shunzhi, benoemt Schall in 1645 tot hoofd van het Astronomisch Bureau. Het persoonlijk bewind van Shunzhi vangt in 1651 aan. Schall wordt een vertrouweling van de keizer. In 1655 zond de VOC een delegatie naar het hof van Shunzhi om vrijhandel op de Chinese zuidkust te bepleiten. De delegatie onderhandelde in Peking met een aantal functionarissen. Schall wordt aangewezen als de tolk voor de gesprekken. Schall was van opvatting dat inwilliging van het het verzoek van de VOC de belangen van de katholieke missie in China zou kunnen beschadigen en trachtte het doel van de delegatie te laten mislukken. De delegatie kreeg uiteindelijk een audiëntie bij Shunzhi die hun verzoek weigerde. Het formele antwoord was dat de VOC eenmaal in de acht jaar een tribuutmissie naar het hof mocht zenden zonder het recht in Kanton te mogen handelen.

## De kalenderkwestie
De status van Schall en zijn toegang tot de keizer had afgunst en jaloezie tot gevolg, ook bij in Peking aanwezige jezuïeten. Die beklaagden zich over zijn sarcasme, arrogant gedrag en over de riante accommodatie waarin Schall mocht wonen. Er waren geruchten over een seksuele relatie met zijn belangrijkste bediende Pan Jinxiao, waarvan de zoon door Schall werd geadopteerd.
In 1657 slaagde Schall er in de moslimafdeling van het Astronomisch Bureau op te heffen en alle daar werkzame islamieten te ontslaan. Dat is het tijdstip dat Schall echte vijanden begon te maken. Na de dood van Shunzhi in 1661 werden de jezuïeten aan het Bureau ook kwetsbaar voor aanvallen van Chinese literati. De belangrijkste daarvan is Yang Guangxian. Hij had vanaf 1659 een aantal essays geschreven tegen het christendom en daarna tegen de westerse opvattingen over astronomie en wetenschap in het algemeen. In 1664 werden die gebundeld en uitgebracht onder de titel Budeyi,(vert. Ik heb geen andere keus). Deze titel was ontleend aan het gelijknamige motto dat de wijsgeer Mencius ( 372 v. Chr.- 289 v. Chr.) gaf aan zijn bundel uitspraken De Mencius.

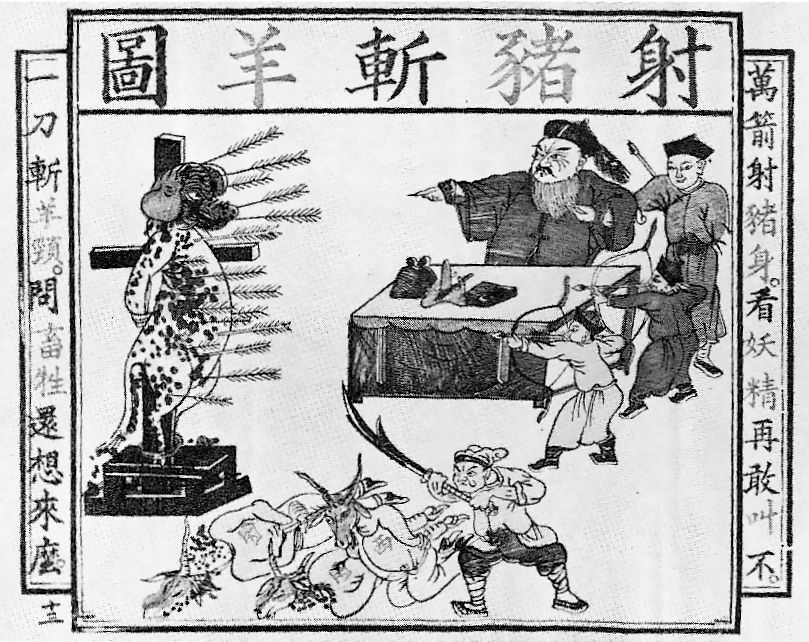
Illustratie uit de Bixi Jishi (Een verzameling feiten om de heterodoxie te bestrijden), het meest beruchte antichristelijke pamflet van eind negentiende eeuw Het beschieten van het varken (Jezus) en het onthoofden van Geiten (Buitenlanders). Dit soort pamfletten maakte gebruik van de geschriften van Yang Guangxian

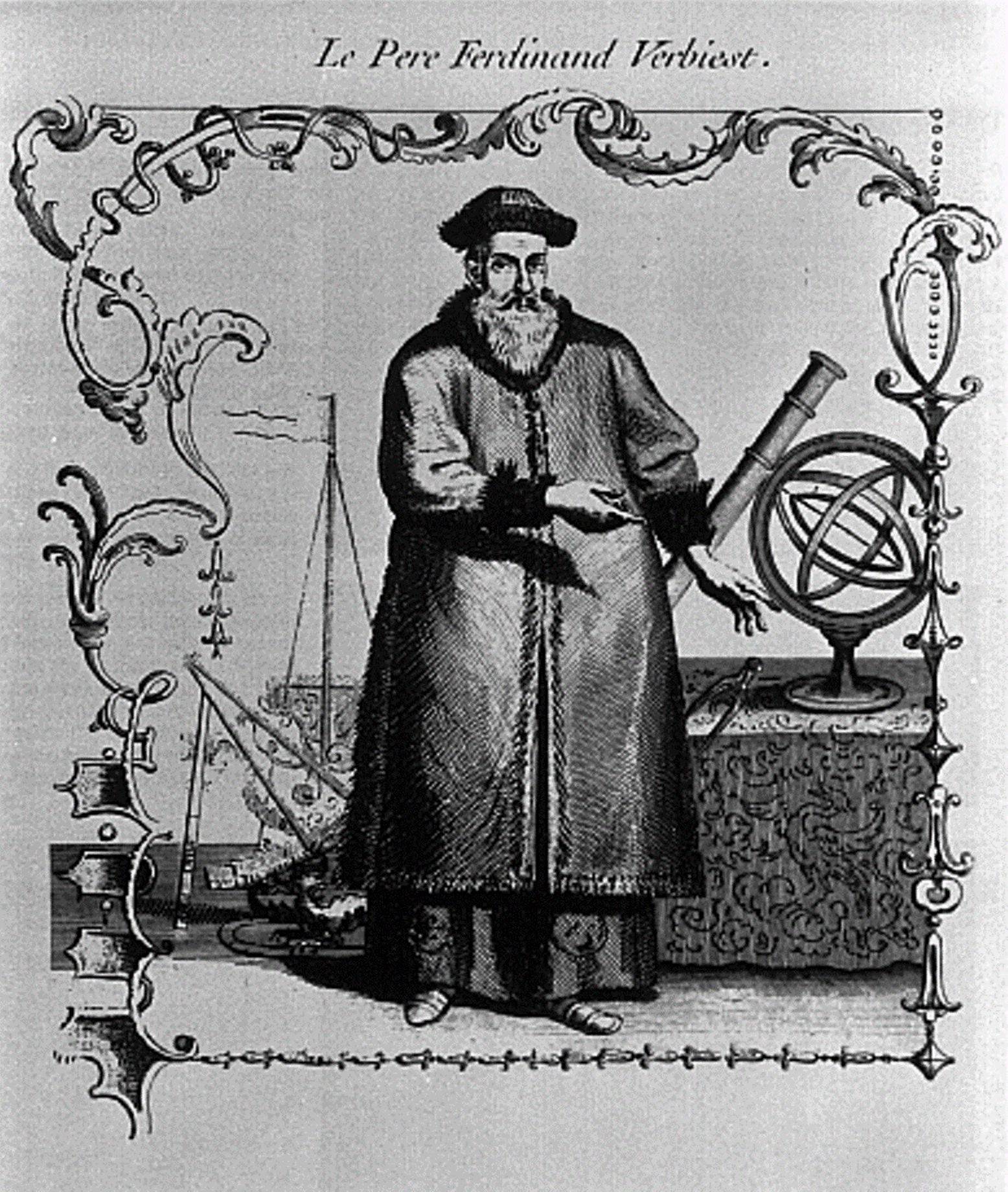
Ferdinand Verbiest

Het is een vlijmscherpe aanval op het christendom. Yang Guangxian benoemt Jezus als een criminele rebel die zeer terecht door de toenmalige autoriteiten veroordeeld en ter dood gebracht werd. Hij bespot de opvatting dat ook alle Chinezen van Adam en Eva zouden afstammen. In essentie speelt Yang Guangxian in op de opvatting bij veel literaten dat het christendom een heterodoxe ideologie was en een bedreiging voor de bestaande op het confucianisme gebaseerde morele, culturele en politieke orde. Hij associeert het christendom met opstandige bewegingen als de Witte Lotus. De geschriften van Yang Guangxian hebben in de antichristelijke beweging van eind 19e eeuw nog grote invloed gehad. Pamfletten die toen verspreid werden maakten gebruik van zijn opvattingen.
Zijn antichristelijke opvattingen verbond Yang Guangxian met de dreiging dat bestaande kosmologische noties die nauw aan het confucianisme verbonden waren geheel dreigden te verdwijnen als de westerse wetenschap en astronomie leidinggevend zou worden in het land.
Na het overlijden van Shunzhi lag de macht bij een aantal regenten voor de minderjarige keizer Kangxi. Op de eerste essays van Yang Guangxian hadden zij niet gereageerd. Zij voelden zich echter gedwongen op het verschijnen van Budeyi wel te reageren. Het politiek klimaat was ook gewijzigd. De regenten wilden terug naar een staat met een veel sterkere Mantsjoe-identiteit. Schall kon zich moeilijk verplaatsen in die identiteit en sprak ook nauwelijks Mantsjoe.
Uiteindelijk werden hij en een aantal christelijke Chinezen van het Astronomisch Bureau beschuldigd van het opzettelijk kiezen van een ongunstige datum en plaats voor de begrafenis van prins Rong, een zoon van de favoriete gemalin van Shunzhi. Dat zou ook de oorzaak geweest zijn voor het overlijden van Shunzhi. Na een onderzoek van zeven maanden werden Schall en zeven anderen van het Bureau, waaronder vier Chinese christenen veroordeeld tot de doodstraf. Uiteindelijk kreeg Schall gratie, de anderen werden geëxecuteerd. In mei 1665 kon Schall de gevangenis verlaten. Hij werd daarna ondersteund door Ferdinand Verbiest. Hij overleed echter een jaar later mede als gevolg van de omstandigheden van die gevangenschap. Een groot deel van de jezuïeten werd naar Kanton verbannen. Kerken in de provincies werden gesloten en de verdere verbreiding van het christendom verboden.
Yang Guangxian kreeg de opdracht om hoofd van het Astronomisch Bureau te worden. Hij probeerde dat op grond van zijn hoge leeftijd te weigeren, maar werd uiteindelijk door de regenten daartoe gedwongen. In 1669 vangt het persoonlijk bewind van keizer Kangxi aan. Hij wordt geïnformeerd dat er ernstige fouten in de kalender van 1670 zitten die Yang Guangxian had opgesteld. Kangxi gelast een aantal testen tussen Verbiest en Yang Guangxian. In alle drie de testen wist Verbiest de correcte uitslag te voorspellen en Yang Guangxian geen enkele.
Onmiddellijk daarna benoemde Kangxi Verbiest tot hoofd van het Astronomisch Bureau en werd Yang Guangxian tot de doodstraf veroordeeld. Die werd uiteindelijk omgezet tot verbanning naar zijn geboortedorp, waar hij een jaar later overleed. Kangxi gaf het bevel om de stoffelijke resten van Schall te bergen en liet daarvoor een staatsbegrafenis organiseren.
- Biblioteca Nacional de Chile: 000040121
- Bibliothèque nationale de France: cb12362941r (data)
- CiNii: DA09814893
- Gemeinsame Normdatei: 118606387
- International Standard Name Identifier: 0000 0000 7976 7642
- Library of Congress Control Number: n85057302
- Nationale Bibliotheek van Tsjechië: mzk2009510679
- Nationale bibliotheek van Australië: 41009417
- Nationale Bibliotheek van Israël: 987007272519005171
- Nationale Bibliotheek van Polen: a0000001212631
- Nationale en Universitaire bibliotheek Zagreb: 000739872
- Nederlandse Thesaurus van Auteursnamen: 071186840
- Réseau des bibliothèques de Suisse occidentale: 02-A012818303
- LIBRIS: 403327
- Système universitaire de documentation: 032637136
- Trove: 1450910
- Virtual International Authority File: 64800026
- WorldCat: E39PBJyRBjFWcHW7kk8vg6cMfq